# Бєлкін Андрій Володимирович
Андрі́й Володи́мирович Бє́лкін (нар. 2 липня 1977, м. Алушта, Кримська область, Українська РСР, СРСР — пом. 24 червня 2014, поблизу с. Новоселівка, Слов'янський район, Донецька область, Україна) — український військовик, миротворець, льотчик 1-го класу, підполковник Збройних сил України, командир вертолітної ланки 16-ї окремої бригади армійської авіації. Загинув в ході російсько-української війни.

## Життєпис
Народився 1977 року в місті Алушта Кримської області УРСР (тепер — Автономна Республіка Крим, з 2014 — окупована російськими військами). За національністю — росіянин. Мріяв стати льотчиком ще з дитинства, тому після закінчення школи вступив до Харківського інституту льотчиків ВПС України, де здобув спеціальність «Льотна експлуатація та бойове застосування літальних апаратів».
Після закінчення інституту служив у Бродах на Львівщині, в авіаційному полку. Проживав із сім'єю в селі Балки Радивилівського району Рівненської області.
Налітав понад 1000 годин, з них 30 польотів за приладами, і 50 годин нальоту вночі. Починаючи з 2007 року, проходив службу у складі українського миротворчого контингенту в Ліберії. 2012 року було чергове відрядження до Ліберії у складі 56-го окремого вертолітного загону 16-ї ротації Збройних сил України.
Підполковник, командир вертолітної ланки вертолітної ескадрильї 16-ї окремої бригади армійської авіації 8-го армійського корпусу Сухопутних військ Збройних Сил України, в/ч А2595, м. Броди. Льотчик 1-го класу.
У зв'язку з російською збройною агресією проти України з весни 2014 виконував завдання із доставлення вантажів та особового складу в зоні проведення антитерористичної операції. Вивозив поранених із зони бойових дій, перевозив на борту лікарів, медикаменти, харчі та зброю, постійно брав участь у порятунку колег-військових та цивільного населення.

### Обставини загибелі
24 червня екіпаж вертольота Мі-8 МТ («63-й жовтий»), під командуванням підполковника Андрія Бєлкіна, доправив вантаж у район Слов'янська й забрав групу фахівців Служби безпеки України, які встановлювали телекомунікаційне обладнання в зоні проведення АТО. Після зльоту з гори Карачун близько 17:10 вертоліт збили російські терористи з переносного зенітно-ракетного комплексу. Внаслідок влучення ракети вертоліт вибухнув і впав поблизу села Новоселівка (на той час — Красноармійське) Слов'янського району, почалася пожежа з детонуванням боєкомплекту. Всі 9 чоловік, які були на борту, загинули: командир екіпажу підполковник Андрій Бєлкін, борттехнік майор Руслан Мазунов, штурман капітан Дмитро Шингур; четверо співробітників СБУ — підполковник Володимир Шкіра, майор Ігор Горбенко, старший лейтенант Олександр Петрищук, старший прапорщик Марк Шпак та двоє спецпризначенців 3-го Кіровоградського полку старші солдати Олексій Волохов і Олександр Кондаков.
О 17:07 доповіли керівництву АТО про зліт, а о 17:10 вже надійшла доповідь про падіння вертольота. За свідченнями очевидців, озброєна група терористів чекала на зліт вертольота. Бойовики пересувалася на двох легкових автівках та мікроавтобусі. Після пуску ракети з ПЗРК вони втекли в напрямку найближчого населеного пункту Билбасівка, що поблизу Слов'янська.
Упізнання проводилось за експертизою ДНК. 4 липня тіла льотчиків доставили літаком на аеродромі в Конюшкові, після чого з ними попрощались у Бродах, у клубі військової частини.
5 липня похований на кладовищі м. Радивилів. На похорон з Криму приїхала мати Андрія.
У селі Балки Радивилівського району залишилися дружина Надія та троє дітей: син 2000 р.н. та дві доньки 2002 і 2011 р.н.

## Нагороди
- Орден Богдана Хмельницького III ст. — за особисту мужність і героїзм, виявлені у захисті державного суверенітету та територіальної цілісності України (19.07.2014, посмертно)[8]
- Медаль «15 років Збройним Силам України»
- Медаль «За сумлінну службу» III ст.
- Медаль ООН «UNMIL»
- Пам'ятний нагрудний знак «Воїн-миротворець»

## Вшанування пам'яті

Пам'ятник «Кримчанам, загиблим у боях за єдність України», неподалік від траси Е-97 — з'їзд на с. Ставки Каланчацького р-ну Херсонської обл.
Автор фото Тарас Дем'яненко

У травні 2015 в авіаційній військовій частині у Бродах відкрито меморіал військовим льотчикам, які загинули в районі Слов'янська 2 травня та 24 червня 2014 року. Військовослужбовці бригади відкрили 8 стел Алеї Слави, вкритих парашутами, з іменами та портретами полеглих товаришів.
24 червня 2015 біля гори Карачун на місці падіння збитого терористами гелікоптера Мі-8МТ встановили пам'ятний знак дев'ятьом загиблим захисникам.
У серпні 2017 на місці загибелі екіпажу гелікоптера Мі-8МТ встановили пам'ятний хрест з іменами бродівських льотчиків.
26 листопада 2016 в Каланчацькому районі Херсонської області біля траси Е97 (Каланчак — Армянськ) — з'їзд до села Ставки, у 6 км від адміністративного кордону з тимчасово окупованим Кримом, відбулося урочисте відкриття пам'ятника «Кримчанам, загиблим у боях за єдність України», де викарбувано 21 ім'я уродженців Криму, які у 2014—2016 роках загинули, захищаючи суверенітет і територіальну цілісність України.